# Atletismo nos Jogos Olímpicos de Verão de 2020 - Salto com vara feminino
O evento do salto com vara feminino nos Jogos Olímpicos de Verão de 2020 ocorreu entre os dias 2 e 5 de agosto de 2021 no Estádio Olímpico. 31 atletas de 19 nações competiram.

## Formato
O evento continua a usar o formato de duas fases (eliminatórias e final) introduzido em 1912. Nas eliminatórias houve dois grupos distintos de saltadores com os resultados apurados na classificação geral. Os saltadores eram eliminados se cometessem três falhas consecutivas, seja em uma única altura ou entre várias alturas se tentassem avançar antes de passar por cima de uma altura.
A altura padrão na fase eliminatória foi de 4,70 metros, sendo que todos que ultrapassaram essa marca avançaram para a final. Um mínimo de 12 atletas precisariam avançar para a final; se menos de 12 fizessem a marca de qualificação, seriam classificados os atletas subsequentes (incluindo os empatados após o uso das regras de desempate).
A final teve saltos começando logo abaixo da marca padrão e aumentando gradualmente, continuando até que todos os saltadores fossem eliminados.

## Calendário
Horário local (UTC +9)
| 2 de agosto   | 5 de agosto |
| 19:00         | 19:00       |
| ------------- | ----------- |
| Eliminatórias | Final       |

## Medalhistas
| Ouro   | USA Katie Nageotte     |
| Prata  | ROC Anzhelika Sidorova |
| Bronze | GBR Holly Bradshaw     |

## Recordes
Antes desta competição, os recordes mundiais, olímpicos e regionais da prova eram os seguintes:
| Tipo | Atleta          | Marca  | Local   | Data                 |
| ---- | --------------- | ------ | ------- | -------------------- |
|      | Elena Isinbaeva | 5,06 m | Zurique | 28 de agosto de 2009 |
|      | Elena Isinbaeva | 5,05 m | Pequim  | 18 de agosto de 2008 |

### Por região
| Região                             | Marca | Atleta          | Nação          |
| ---------------------------------- | ----- | --------------- | -------------- |
| África                             | 4,42  | Elmarie Gerryts | África do Sul  |
| Ásia                               | 4,72  | Li Ling         | China          |
| Europa                             | 5,06  | Elena Isinbaeva | Rússia         |
| América do Norte, Central e Caribe | 5,03  | Jennifer Suhr   | Estados Unidos |
| Oceania                            | 4,94  | Eliza McCartney | Nova Zelândia  |
| América do Sul                     | 4,87  | Fabiana Murer   | Brasil         |

## Resultados
Saltos
- Válido (o)
- Inválido (x)
- Dispensado (–)

### Eliminatórias
Regra de qualificação: marca padrão de 4,70 m (Q) ou pelo menos as 12 melhores atletas (q) avançam a final.
| Pos. | Grupo | Atleta                 | CON                 | 4.25 | 4.40 | 4.55 | Marca | Notas |
| ---- | ----- | ---------------------- | ------------------- | ---- | ---- | ---- | ----- | ----- |
| 1    | B     | Holly Bradshaw         | GBR Grã-Bretanha    | —    | —    | o    | 4.55  | q     |
| 1 !  | A     | Nikoleta Kyriakopoulou | GRE Grécia          | o    | o    | o    | 4.55  | q     |
| 1 !  | A     | Katie Nageotte         | USA Estados Unidos  | —    | —    | o    | 4.55  | q     |
| 1 !  | B     | Anicka Newell          | CAN Canadá          | —    | o    | o    | 4.55  | q     |
| 1 !  | A     | Robeilys Peinado       | VEN Venezuela       | —    | o    | o    | 4.55  | q     |
| 1 !  | B     | Anzhelika Sidorova     | ROC                 | —    | —    | o    | 4.55  | q     |
| 1 !  | A     | Tina Sutej             | SLO Eslovênia       | o    | o    | o    | 4.55  | q     |
| 8    | A     | Wilma Murto            | FIN Finlândia       | o    | o    | xo   | 4.55  | q     |
| 8 !  | B     | Yarisley Silva         | CUB Cuba            | —    | o    | xo   | 4.55  | q     |
| 8 !  | B     | Ekaterini Stefanidi    | GRE Grécia          | —    | —    | xo   | 4.55  | q     |
| 8 !  | A     | Iryna Zhuk             | BLR Bielorrússia    | —    | o    | xo   | 4.55  | q     |
| 12   | A     | Angelica Bengtsson     | SWE Suécia          | o    | xo   | xo   | 4.55  | q     |
| 13   | B     | Morgann LeLeux         | USA Estados Unidos  | —    | o    | xxo  | 4.55  | q     |
| 13 ! | B     | Xu Huiqin              | CHN China           | —    | o    | xxo  | 4.55  | q     |
| 15   | A     | Maryna Kylypko         | UKR Ucrânia         | o    | xo   | xxo  | 4.55  | q     |
| 16   | B     | Michaela Meijer        | SWE Suécia          | o    | o    | xxx  | 4.40  |       |
| 16 ! | A     | Sandi Morris           | USA Estados Unidos  | —    | o    | xxx  | 4.40  |       |
| 18   | A     | Elisa Molinarolo       | ITA Itália          | xo   | o    | xxx  | 4.40  |       |
| 19   | A     | Eleni-Klaoudia Polak   | GRE Grécia          | xxo  | o    | xxx  | 4.40  |       |
| 20   | B     | Angelica Moser         | SUI Suíça           | —    | xo   | xxx  | 4.40  |       |
| 21   | B     | Yana Hladiychuk        | UKR Ucrânia         | xxo  | xo   | xxx  | 4.40  |       |
| 22   | A     | Nina Kennedy           | AUS Austrália       | —    | xxo  | xxx  | 4.40  |       |
| 23   | B     | Romana Maláčová        | CZE República Checa | xo   | xxo  | xxx  | 4.40  |       |
| 24   | B     | Roberta Bruni          | ITA Itália          | o    | xxx  |      | 4.25  |       |
| 24 ! | A     | Andrina Hodel          | SUI Suíça           | o    | xxx  |      | 4.25  |       |
| 24 ! | B     | Liz Parnov             | AUS Austrália       | o    | xxx  |      | 4.25  |       |
| 27   | B     | Fanny Smets            | BEL Bélgica         | xo   | xxx  |      | 4.25  |       |
| 27 ! | B     | Lene Retzius           | NOR Noruega         | xo   | xxx  |      | 4.25  |       |
| —    | A     | Li Ling                | CHN China           | —    | —    | xxx  | NM    |       |
| 29 ! | B     | Elina Lampela          | FIN Finlândia       | xxx  |      |      | NM    |       |
| 29 ! | A     | Alysha Newman          | CAN Canadá          | xxx  |      |      | NM    |       |

### Final
A final foi disputada em 5 de agosto, às 19:00 locais.
| Pos.              | Atleta                 | CON                | 4.50 | 4.70 | 4.80 | 4.85 | 4.90 | 4.95 | 5.01 | Marca | Notas |
| ----------------- | ---------------------- | ------------------ | ---- | ---- | ---- | ---- | ---- | ---- | ---- | ----- | ----- |
| Medalha de ouro   | Katie Nageotte         | USA Estados Unidos | xxo  | xo   | o    | o    | xo   | —    | x    | 4.90  |       |
| Medalha de prata  | Anzhelika Sidorova     | ROC                | o    | o    | o    | o    | xx–  | x    |      | 4.85  |       |
| Medalha de bronze | Holly Bradshaw         | GBR Grã-Bretanha   | o    | xo   | xo   | o    | xxx  |      |      | 4.85  |       |
| 4                 | Katerina Stefanidi     | GRE Grécia         | xxo  | xxo  | xo   | x–   | xx   |      |      | 4.80  | =     |
| 5                 | Maryna Kylypko         | UKR Ucrânia        | o    | xxx  |      |      |      |      |      | 4.50  |       |
| 5                 | Tina Šutej             | SLO Eslovênia      | o    | xxx  |      |      |      |      |      | 4.50  |       |
| 5                 | Wilma Murto            | FIN Finlândia      | o    | xxx  |      |      |      |      |      | 4.50  |       |
| 8                 | Yarisley Silva         | CUB Cuba           | xo   | xxx  |      |      |      |      |      | 4.50  |       |
| 8                 | Xu Huiqin              | CHN China          | xo   | xxx  |      |      |      |      |      | 4.50  |       |
| 8                 | Nikoleta Kyriakopoulou | GRE Grécia         | xo   | xxx  |      |      |      |      |      | 4.50  |       |
| 8                 | Robeilys Peinado       | VEN Venezuela      | xo   | xxx  |      |      |      |      |      | 4.50  |       |
| 8                 | Iryna Zhuk             | BLR Bielorrússia   | xo   | xxx  |      |      |      |      |      | 4.50  |       |
| 13                | Angelica Bengtsson     | SWE Suécia         | xxo  | xxx  |      |      |      |      |      | 4.50  |       |
| —                 | Morgann LeLeux         | USA Estados Unidos | xxx  |      |      |      |      |      |      | NM    |       |
| —                 | Anicka Newell          | CAN Canadá         | xxx  |      |      |      |      |      |      | NM    |       |

Legenda
| Recorde mundial      | Recorde mundial (World record)               |                       | Recorde africano                      | Recorde africano (African) |                                           | Q | Classificado por posição (Qualified) |
| Recorde olímpico     | Recorde olímpico (Olympic record)            | Recorde da América    | Recorde da América (Americas)         | q                          | Classificado por melhor tempo (Qualified) |   |                                      |
| Melhor marca do ano  | Melhor marca do ano (World leading)          | Recorde asiático      | Recorde asiático (Asian)              | DNS                        | Não largou (Did not start)                |   |                                      |
| Recorde nacional     | Recorde nacional (National record)           | Recorde europeu       | Recorde europeu (European)            | DNF                        | Não terminou (Did not finish)             |   |                                      |
| Recorde pessoal      | Recorde pessoal do atleta (Personal best)    | Recorde da Oceania    | Recorde da Oceania (Oceania)          | DSQ / DQ                   | Desclassificado (Disqualified)            |   |                                      |
| Recorde da temporada | Recorde da temporada do atleta (Season best) | Recorde sul-americano | Recorde sul-americano (South America) | NM                         | Sem marca (No mark)                       |   |                                      |